# El extraño viaje revisitado
El extraño viaje revisitado è un album dei Fangoria, pubblicato dalle etichette DRO e Warner Music il 4 dicembre 2007 in appena 4000 unità, come edizione limitata.
L'album, contenente un disco audio e uno DVD, riprende le canzoni del precedente album del gruppo El extraño viaje eseguite dagli stessi insieme ad altri artisti o sottoposte a remix.

## Tracce

### CD
| #  | Titolo                                        |                                                        |
| -- | --------------------------------------------- | ------------------------------------------------------ |
| 1. | Todo es mentira                               | con Julieta Venegas.                                   |
| 2. | Tenemos que hablar de las plantas carnívoras' | con Miranda!.                                          |
| 3. | Sorry, I'm a Lady                             | con Dover.                                             |
| 4. | Rey del glam                                  | con Mägo de Oz.                                        |
| 5. | A fuerza de vivir'                            | remix di Tony James y Neal X para Sigue Sigue Sputnik. |
| 6. | Si lo sabe Dios, que se entere el mundo       | Ampmix di Amplifier.                                   |
| 7. | Criticar por criticar                         | remix di Chicks on Speed.                              |
| 8. | El cementerio de mis sueños                   | Hola Sangría remix di Sebastián Komor.                 |
| 9. | Criticar por criticar                         | remix di Spam.                                         |

### DVD
| #  | Título                                                         |
| -- | -------------------------------------------------------------- |
| 1. | Documental La vida es un festival grabado y montado por Alaska |
| 2. | Presentación de El extraño viaje en el escaparate de FNAC.     |
| 3. | Entrega del disco de oro.                                      |
| 4. | Videoclip "Criticar por criticar".                             |
| 5. | Videoclip "Ni contigo ni sin ti".                              |
| 6. | Videoclip "El cementerio de mis sueños".                       |
| 7. | Cómo se hizo de los videoclips.                                |

## El extraño viaje revisitado (edizione messicana)
L'edizione messicana dell'album è totalmente diversa da quella spagnola, e si presenta come una semplice riedizione del disco, contenendo solamente due cd audio.

### CD 1
| #   | Titolo                                    |      |
| --- | ----------------------------------------- | ---- |
| 1.  | "Fantasmas"                               | 3:44 |
| 2.  | "Criticar por criticar"                   | 3:33 |
| 3.  | "Plegarias atendidas"                     | 4:10 |
| 4.  | "El cementerio de mis sueños"             | 3:07 |
| 5.  | "Sin perdón"                              | 3:30 |
| 6.  | "A fuerza de vivir"                       | 3:54 |
| 7.  | "Si lo sabe Dios, que se entere el mundo" | 3:02 |
| 8.  | "Ni contigo, ni sin ti"                   | 3:47 |
| 9.  | "Cuestión de fe"                          | 3:17 |
| 10. | "Las ventajas de olvidar"                 | 3:41 |
| 11. | "Estés donde estés"                       | 3:26 |
| 12. | "Nada más que añadir"                     | 4:18 |

### CD 2
| #  | Titolo                                         |                                                         |
| -- | ---------------------------------------------- | ------------------------------------------------------- |
| 1. | "Todo es mentira"                              | con Julieta Venegas.                                    |
| 2. | "Tenemos que hablar de las plantas carnívoras" | con Miranda!.                                           |
| 3. | "Sorry, I'm a lady"                            | con Dover.                                              |
| 4. | "Rey del glam"                                 | con Mägo de Oz.                                         |
| 5. | "A fuerza de vivir"                            | remix por Tony James y Neal X para Sigue Sigue Sputnik. |
| 6. | "Si lo sabe Dios, que se entere el mundo"      | Ampmix por Amplifier.                                   |
| 7. | "Criticar por criticar"                        | remix por Chicks on Speed.                              |
| 8. | "El cementerio de mis sueños"                  | Hola Sangría remix por Sebastián Komor.                 |
| 9. | "Criticar por criticar"                        | remix por Spam.                                         |